# WildArt
WildArt je bil slovenski godalni duo, ki sta ga sestavljala violinist Timotej Willewaldt iz Radovljice (rojen leta 2002) in violončelist Lenart Prek iz Lesc (rojen 22. januarja 2002). Ime WildArt izhaja iz priimka prvega in imena drugega: Wil(lewal)d(t) in (Len)art, pomeni pa tudi »divja umetnost«. Leta 2016 sta zmagala v 6. sezoni šova Slovenija ima talent.
Spoznala sta se preko svojih sester, ki sta bili najboljši prijateljici. Skupaj sta začela igrati leta 2015 (oziroma slabi dve leti pred zmago na Talentih); k igranju pop in rock pesmi na klasične inštrumente ju je spodbudil tudi uspeh 2Cellos, ki sta jima bila vzor. Njun prvi nastop je bil na poroki znanke, ki je bila velika oboževalka pravkar omenjenih 2Cellos. Po tej poroki sta se med čakanjem na prevoz usedla na klop ob Blejskem jezeru in začela igrati. Posnela ju je neka mimoidoča in video 21. junija 2015 objavila na Youtubu (v naslovu ju je označila za »2 CELLOS junior«).
Ta posnetek so pozneje opazili v produkcijski ekipi Slovenija ima talent in ju povabili, naj se prijavita. Na avdiciji pred žiranti, ki je bila na televiziji predvajana 9. oktobra 2016, sta se predstavila z »Where the Streets Have No Name« skupine U2 in tako navdušila Lada Bizovičarja, da je zanju pritisnil na zlati gumb ter ju tako poslal neposredno v polfinale. V času med avdicijsko in polfinalno oddajo sta na Youtubu objavila priredbe skladb »Viva la vida« benda Coldplay, »With or Without You« U2-jev in »We Found Love« Rihanne (teh videov na Youtubu ni več). Za polfinale (27. novembra) sta izbrala Adelino »Rolling in the Deep«, v finalu (18. decembra) pa jima je zmago prinesla izvedba pesmi »The Show Must Go On« (Queen) in »Smooth Criminal« (Michael Jackson). V sledečih mesecih sta imela številne nastope, večinoma je šlo bodisi za dobrodelne in kulturne prireditve ali podelitve nagrad. Med drugim sta nastopila na silvestrskem koncertu Helene Blagne na Jesenicah, na koncertu Perpetuum Jazzile na Gospodarskem razstavišču (10. maja 2017), podelitvi jabolk navdiha v predsedniški palači (maja 2017) ter na prireditvi Zotkini talenti (ZOTKS) v Cankarjevem domu.
Sodeč po datumu zadnje objave na njuni Facebook strani, sta se po poletju 2017 posvetila šolanju in vsak svoji glasbeni poti, kot WildArt pa sta se združila le še priložnostno. Leta 2018 sta s kratkim instrumentalnim vložkom sodelovala pri pesmi »Vroče«, ki so jo pod imenom S.I.T. posneli vidnejši nekdanji tekmovalci Slovenija ima talent, in se pojavila tudi v videospotu. 22. septembra 2019 sta nastopila v oddaji Vikend paketa, v kateri je bil gost Luka Šulić iz 2Cellos.